# بدون سفال
در باستان‌شناسی، بدون سفال (انگلیسی: Aceramic) به فرهنگهایی گفته می‌شود که به فناوری سفالگری دست نیافته‌اند و فرهنگ مادیشان بیشتر با مصالحی چون چوب، شاخه، چرم و … ساخته شده است. «بدون سفال» گاهی برای اشاره به بخش اولیه دورهٔ نوسنگی در خاور نزدیک به کار می‌رود ولی در این موارد عبارت پیش از سفال (انگلیسی: pre-pottery) ارجحیت دارد (مانند نوسنگی پیش از سفال آ و نوسنگی پیش از سفال آ.)
بدون سفال در بسیاری موارد برای توصیف برخی مراحل در گاه‌شناسی باستان‌شناسی قاره‌های آمریکا نیز به کار رفته است.